# Língua andaquí
O Andaquí é uma língua isolada extinta da Colômbia . Foi falada pelos indígenas andaqui que habitavam na bacia alta do rio Japurá (sudoeste do Caquetá), e nos vales dos rios Suaza (Hula) e Fragua (sudeste do Cauca).

## Comparação lexical
Alguns paralelos lexicais entre o Andaquí e o Páez (Jolkesky 2016):
| Português        | Andaquí                                        | Páez                            |
| ---------------- | ---------------------------------------------- | ------------------------------- |
| algodão          | kʷakʷa-                                        | wawa                            |
| anta             | kũtihui <condefui>                             | kʰũʦʲ                           |
| areia            | mĩsara                                         | muse                            |
| batata-doce      | kaka                                           | kaʔka                           |
| cabaça/vasilha   | kʷatiː                                         | tʰeː                            |
| cabelo/pelo      | kiaha ‘cabelo’                                 | kʰas ‘pelo’                     |
| chicha           | baku-hi, baku-sa                               | beka                            |
| mutum/aracuã     | ɸitiː <fitihi> ‘mutum’                         | finsʰ ‘aracuã’                  |
| dois             | nãsiːsi                                        | eʔns                            |
| filho            | ʧikʷa-                                         | {n}-ʦʲiʔk                       |
| floresta         | sutahiː                                        | taʃ                             |
| fogo             | iɸi <hifi> ‘chama/vela’                        | ipʲ                             |
| homem            | miʦiː <miszihi>; biʦi-ka <biszica> ‘sou homem’ | pihʦ                            |
| irmão            | piː                                            | peβi                            |
| liń              | gua sunai                                      | tʰune                           |
| madeira/fogo     | batui ‘brasa/fogo’                             | fʲtũ ‘madeira’                  |
| mazamorra        | kaihi                                          | kʰasʲ                           |
| milho            | kiɸi <quifi>                                   | xsipi                           |
| milho/semente    | mikaɸi <micaffi> ‘milho tostado’               | kʰaβʲ ‘semente’; kokaβi ‘milho’ |
| nome             | siʦa <sisza>                                   | jaasesa ‘com nome’              |
| olho             | siɸi <scifi, sifi>                             | jaɸʲ                            |
| orelha/ouvir     | sũkʷa-i, sũkʷa-hu; sũkʷa ‘ouvir’               | tʰũʔwã ‘orelha’                 |
| pedra            | kʷatii <guatihi>                               | kʷet                            |
| quente/esquentar | kubiha <cubixa> ‘quente’                       | kbahiʔh ‘esquentar’             |
| rabo             | maʦĩkwa <maszengua>, maisikwa <maesegua>       | mens                            |
| rostro           | ʧipina                                         | dʲiʔp                           |
| semear           | hu-                                            | uhua-                           |
| teta             | ʦuʦuka <szuszuca>                              | ʦʲuʔʦʲ                          |